# Liga Democrática de Autogobierno de Taiwán
La Liga de Autogobierno Democrático de Taiwán (en chino simplificado, 台湾 民主 自治 同盟; pinyin, Táiwān Mínzhǔ Zìzhì Tóngméng), también conocida por su abreviatura china Taimeng, es uno de los ocho partidos políticos legalmente reconocidos en la República Popular China que siguen la dirección del Partido Comunista de China y son miembros de la Conferencia Consultiva Política del Pueblo Chino. Fue formado en Hong Kong en noviembre de 1947 por miembros del Partido Comunista de Taiwán que sobrevivieron al incidente del 28 de febrero.
La Liga de Taiwán fue fundada en 1947. Es una alianza política de trabajadores socialistas, que tiene como objetivo (según ellos mismos) construir causas socialistas y patriotas socialistas compuesta por personas de la Provincia de Taiwán. Es un partido amigo cercano que acepta el liderazgo del Partido Comunista de China y coopera plenamente con este. Es un partido socialista con características chinas en el sistema de cooperación y consulta política multipartidista liderado por el Partido Comunista de China . En marzo de 1956, el Departamento de Trabajo del Frente Unido del Comité Central del Partido Comunista de China afirmó en un documento que el Partido Comunista de China ejerce el liderazgo político sobre la Liga de Taiwán, pero garantiza la independencia organizativa y el estatus legal igual. El Partido Comunista no debe interferir con la independencia y los asuntos cotidianos de los partidos democráticos.
La mayoría de sus primeros aliados eran miembros del Partido Comunista de Taiwán durante el gobierno japonés de Taiwán. En la actualidad, sus miembros provienen principalmente de taiwaneses que viven en China continental y son una de las organizaciones del frente único de China contra Taiwán. A partir de 2017, la Liga de Taiwán ha establecido organizaciones en 19 provincias y municipios, con un total de 3,000 miembros.

## Historia

### Antes de la fundación del partido
Algunos ex comunistas taiwaneses en Taiwán durante el dominio japonés huyeron a China y Hong Kong después del incidente del 28 de febrero de 1947.
La Liga de Autogobierno Democrático de Taiwán fue establecida en Hong Kong el 12 de noviembre de 1947 (aniversario del cumpleaños de Sun Yat-sen) por Xie Xuehong, Yang Kehuang, Su Xin, etc. Pero se afirmó falsamente que estaba en Taipéi en ese momento para evitar los ojos y oídos del personal de seguridad nacional de la República de China. En 1948, la Liga de Taiwán anunció su apoyo a la Nueva Democracia dirigida por el Partido Comunista de China, y sus miembros se unieron sucesivamente al Partido Comunista de China. La Sucursal de Hong Kong se estableció en mayo y junio. En cuanto al Comité de Trabajo Provincial de Taiwán del Partido Comunista de China en Taiwán, a menudo recluta miembros del exterior en nombre de la Liga de Taiwán. En realidad, es una organización periférica del Comité de Trabajo Provincial de Taiwán del Partido Comunista de China.
El 20 de julio, se anunció el establecimiento de una organización líder en la sede, con Xie Xuehong como presidente de la Liga de Taiwán.

### Desarrollo en Taiwán
El 10 de julio de 1949, la Liga de Taiwán se trasladó desde Hong Kong para obtener una copia del "Tercer aniversario de la política vergonzosa de Taiwán para los compatriotas" y la envió a Taiwán. Sin embargo, fue procesado el 14 de julio y el Comando de la Guardia Provincial de Taiwán arrestó inmediatamente a los miembros de la imprenta Liao Xuerui y Zheng Qinglong. Este es el caso de Liao Xuerui en el terror blanco. Dos días después, Chen Donghai, Guo Kunming, Zhang Rusong y otros fueron arrestados uno tras otro. Sin embargo, solo Liao y Zheng admitieron unirse a la Liga de Taiwán, y los otros tres lo negaron a todos.
Después de investigar el caso, el Comando General del Comando de Seguridad Provincial de Taiwán procesó inmediatamente a cinco personas y nombró a la "Liga de Autogobierno Democrático de Taiwán" como una organización periférica del Partido Comunista. Cuando el Partido Comunista organizó su régimen en Pekín, la alianza también participó abiertamente. Era una organización rebelde y casi nada. Liao y Zheng fueron condenados a cinco años de prisión por sospecha. Chen Donghai y otros fueron condenados a la absolución por no unirse a la alianza.

### Mudanza a China Continental
En septiembre de 1949, la Liga de Taiwán participó en la primera sesión plenaria de la Conferencia Consultiva Política del Pueblo Chino convocada por el Partido Comunista de China y participó en la formulación del "Programa Común de la Conferencia Consultiva Política del Pueblo Chino". En 1955, el Comité Central de la Liga de Taiwán se trasladó a Beijing.
Cuando el Comando de Seguridad Provincial de Taiwán se enteró de que la Liga de Taiwán se había trasladado a Beijing, ordenó el manejo estricto del caso de Liao Xuerui. Más de 30 personas estaban involucradas. Liao Xuerui y otras 11 personas involucradas en el caso fueron finalmente ejecutadas.
En el movimiento anti-derechista en China continental en 1957, Xie Xuehong, el fundador de la Liga de Taiwán, fue etiquetado como derechista y perseguido durante la Revolución Cultural en 1970.

## Ideología y objetivos
Después de la fundación de la República Popular de China, la Liga de Taiwán declaró su propuesta política como "unida para promover a sus miembros a participar en la construcción socialista y luchar por la unificación de China".
En noviembre de 1987, el nuevo estatuto de la Liga de Taiwán adoptado en la Cuarta Conferencia Nacional de la Liga de Taiwán declaró su posición sobre Taiwán:
1. Taiwán es parte del territorio sagrado de la República Popular China. El pueblo de Taiwán y el pueblo del continente son compatriotas de carne y hueso. Es deber sagrado de los pueblos de todos los grupos étnicos del país, incluido el pueblo de Taiwán, completar la gran causa de la reunificación de la patria.
2. Oponerse a cualquier forma de independencia de Taiwán y oponerse a cualquier invasión extranjera de Taiwán.
3. Apoyar al pueblo de Taiwán en la lucha por los derechos democráticos y oponerse a la opresión del pueblo de Taiwán por parte de las autoridades del Kuomintang .
4. Comprometidos con lograr la reunificación de Taiwán y el continente por medios pacíficos de acuerdo con el principio de "un país, dos sistemas", para que Taiwán disfrute de un alto grado de autonomía como región administrativa especial.

## Organización
El órgano superior de la Liga de Taiwán es el Congreso de toda la Unión, que se celebra una vez cada cinco años para escuchar los informes del actual Comité Central, discutir las revisiones de las políticas y regulaciones y elegir un nuevo Comité Central. El Comité Central está compuesto por el Congreso de la Unión y tiene un mandato de cinco años. El presidente, los vicepresidentes y los miembros del Comité Permanente son elegidos para formar el Comité Central Permanente. El Secretario General es designado por el presidente y designado por el Comité Central Permanente. Después de la elección, el Comité Permanente Central es responsable de los asuntos de la Liga, y el presidente y los vicepresidentes son responsables de los asuntos del Comité Permanente Central.
La Liga de Taiwán ha establecido comités locales en doce provincias y municipios, incluidos Beijing, Tianjin, Shanghai, Fujian, Guangdong, Jilin, Liaoning, Shaanxi, Hubei, Zhejiang, Yunnan y Hainan, y luego establece comités en las provincias y municipios y distritos. El comité local está a cargo de los asuntos de la asamblea de miembros de la liga o la asamblea de representantes de los miembros de la liga, que se lleva a cabo cada cinco años, y el procedimiento es aproximadamente el mismo que el del Congreso de la Unión. El comité local se divide en ramas (más de cinco personas) o grupos (más de tres personas).

## Presidentes
1. Xie Xuehong (1949–1958)
2. Cai Xiao (1979–1983)
3. Su Ziheng (1983–1987)
4. Lin Shengzhong (1987–1988)
5. Cai Zimin (1988–1995)
6. Zhang Kehui (1995–2005)
7. Lin Wenyi (2005–2017)
8. Su Hui  (2017–presente)[5]